# Biathlon na Zimowych Igrzyskach Olimpijskich 2006 – bieg indywidualny kobiet
Bieg indywidualny kobiet podczas Zimowych Igrzysk Olimpijskich 2006 odbył się 13 lutego w Cesana San Sicario. Była to pierwsza konkurencja kobiet podczas igrzysk. W biegu wzięły udział 82 zawodniczki.
Do biegu indywidualnego zawodniczki startowały w 30-sekundowych odstępach czasowych, każda zawodniczka miała osobno mierzony czas. Rywalizacja rozpoczęła się od startu Diany Rasimovičiūtė 30 sekund po godzinie 12.
Złoty medal wywalczyła reprezentantka Rosji Swietłana Iszmuratowa, która popełniła jeden błąd na strzelnicy (do jej czasu została doliczona jedna minuta). Początkowo srebrny medal zdobyła jej rodaczka – Olga Pylowa, jednak po zakończeniu biegu została zdyskwalifikowana za użycie niedozwolonych środków. Międzynarodowy Komitet Olimpijski nałożył na Pylową dwuletnią karę, więc srebrny medal przypadł Niemce Martinie Glagow. Brązowy medal wywalczyła Albina Achatowa reprezentująca Rosję.

## Tło
Bieg indywidualny kobiet na Zimowych Igrzyskach Olimpijskich 2006 w Turynie był trzecią tego rodzaju konkurencją w sezonie 2005/2006. Zawodniczki rywalizowały wcześniej w austriackim Hochfilzen oraz słowackim Brezno-Osrblie. Pierwszy bieg wygrała Szwedka Anna Carin Olofsson. Drugie miejsce zajęła Rosjanka Olga Zajcewa, a trzecie jej rodaczka – Natalja Sorokina. Drugi bieg, rozegrany 8 dni później, wygrała Swietłana Iszmuratowa reprezentująca Rosję. Minutę później na metę przybiegła jej rodaczka – Albina Achatowa. Na trzeciej pozycji uplasowała się Francuzka Florence Baverel-Robert.
Mistrzostwo świata w tej konkurencji w 2005 roku oraz mistrzostwo olimpijskie w 2002 roku wywalczyła Niemka Andrea Henkel. Srebrny medal mistrzostw świata zdobyła Chinka Sun Ribo, a brązowy Norweżka Linda Tjørhom. Podczas poprzednich igrzysk srebro wywalczyła Liv Grete Poirée reprezentująca Norwegię, a brąz Szwedka Magdalena Forsberg.
| data                                                                 | miejscowość                                     | zwyciężczyni                                    | zwyciężczyni                                    | druga                                           | druga                                           | trzecia                                         | trzecia                                         | źródło                                          |
| data                                                                 | miejscowość                                     | czas                                            | strzelanie                                      | czas                                            | strzelanie                                      | czas                                            | strzelanie                                      | źródło                                          |
| Wyniki biegu indywidualnego w sezonie 2005/2006                      | Wyniki biegu indywidualnego w sezonie 2005/2006 | Wyniki biegu indywidualnego w sezonie 2005/2006 | Wyniki biegu indywidualnego w sezonie 2005/2006 | Wyniki biegu indywidualnego w sezonie 2005/2006 | Wyniki biegu indywidualnego w sezonie 2005/2006 | Wyniki biegu indywidualnego w sezonie 2005/2006 | Wyniki biegu indywidualnego w sezonie 2005/2006 | Wyniki biegu indywidualnego w sezonie 2005/2006 |
| -------------------------------------------------------------------- | ----------------------------------------------- | ----------------------------------------------- | ----------------------------------------------- | ----------------------------------------------- | ----------------------------------------------- | ----------------------------------------------- | ----------------------------------------------- | ----------------------------------------------- |
| 7 grudnia                                                            | Hochfilzen                                      | Anna Carin Olofsson                             | Anna Carin Olofsson                             | Olga Zajcewa                                    | Olga Zajcewa                                    | Natalja Sorokina                                | Natalja Sorokina                                | [ 4 ]                                           |
| 7 grudnia                                                            | Hochfilzen                                      | 49:06,3                                         | 1+1+0+0                                         | 49:46,9                                         | 1+0+0+0                                         | 50:52,0                                         | 1+1+0+0                                         | [ 4 ]                                           |
| 15 grudnia                                                           | Brezno-Osrblie                                  | Swietłana Iszmuratowa                           | Swietłana Iszmuratowa                           | Albina Achatowa                                 | Albina Achatowa                                 | Florence Baverel-Robert                         | Florence Baverel-Robert                         | [ 5 ]                                           |
| 15 grudnia                                                           | Brezno-Osrblie                                  | 44:27,7                                         | 0+0+0+1                                         | 45:29,7                                         | 0+1+0+0                                         | 45:37,3                                         | 0+0+0+1                                         | [ 5 ]                                           |
| Wyniki biegu indywidualnego na Mistrzostwach Świata 2005             |                                                 |                                                 |                                                 |                                                 |                                                 |                                                 |                                                 |                                                 |
| 8 marca                                                              | Hochfilzen                                      | Andrea Henkel                                   | Andrea Henkel                                   | Sun Ribo                                        | Sun Ribo                                        | Linda Tjørhom                                   | Linda Tjørhom                                   | [ 6 ]                                           |
| 8 marca                                                              | Hochfilzen                                      | 52:37,5                                         | 0+1+0+0                                         | 53:07,7                                         | 0+1+0+1                                         | 53:11,8                                         | 1+0+0+0                                         | [ 6 ]                                           |
| Wyniki biegu indywidualnego na Zimowych Igrzyskach Olimpijskich 2002 |                                                 |                                                 |                                                 |                                                 |                                                 |                                                 |                                                 |                                                 |
| 11 lutego                                                            | Salt Lake City                                  | Andrea Henkel                                   | Andrea Henkel                                   | Liv Grete Poirée                                | Liv Grete Poirée                                | Magdalena Forsberg                              | Magdalena Forsberg                              | [ 7 ]                                           |
| 11 lutego                                                            | Salt Lake City                                  | 47:29,1                                         | 0+1+0+0                                         | 47:37,0                                         | 0+1+0+0                                         | 48:08,3                                         | 0+0+0+2                                         | [ 7 ]                                           |

## Przebieg rywalizacji
Opracowano na podstawie materiałów źródłowych:

### Pierwsze okrążenie
Po pierwszym okrążeniu prowadziła Niemka Kati Wilhelm, która miała 4,2 sekundy przewagi nad Norweżką Liv Grete Poirée. Na trzecim miejscu znajdowała się inna Niemka – Uschi Disl. Na pierwszym strzelaniu 31 zawodniczek nie popełniło żadnego błędu. Najgorzej strzelały Florence Baverel-Robert, Zdeňka Vejnarová oraz Petra Starčević, do których czasu doliczone zostały cztery karne minuty.
Pierwsze dziesięć zawodniczek po pierwszym strzelaniu:
| Lp. | Zawodniczka           | Reprezentacja | Czas    | Strata | Liczba pudeł |
| --- | --------------------- | ------------- | ------- | ------ | ------------ |
| 1.  | Kati Wilhelm          | Niemcy        | 9:40,4  |        | 0            |
| 2.  | Liv Grete Poirée      | Norwegia      | 9:44,6  | +4,2   | 0            |
| 3.  | Uschi Disl            | Niemcy        | 9:50,1  | +9,7   | 0            |
| 4.  | Anna Bogalij          | Rosja         | 9:52,4  | +12,0  | 0            |
| 5.  | Swietłana Iszmuratowa | Rosja         | 9:53,1  | +12,7  | 0            |
| 6.  | Martina Glagow        | Niemcy        | 9:58,5  | +18,1  | 0            |
| 6.  | Ekaterina Dafowska    | Bułgaria      | 9:58,5  | +18,1  | 0            |
| 8.  | Tadeja Brankovič      | Słowenia      | 10:03,5 | +23,1  | 0            |
| 9.  | Andrea Henkel         | Niemcy        | 10:07,8 | +27,4  | 0            |
| 10. | Kong Yingchao         | Chiny         | 10:09,3 | +28,9  | 0            |

### Drugie okrążenie
Po drugim strzelaniu nadal na prowadzeniu była Niemka Kati Wilhelm, która zwiększyła swoją przewagę nad nadal drugą Liv Grete Poirée do 15,9 sekundy. Na trzeciej pozycji znajdowała się Rosjanka Swietłana Iszmuratowa. Uschi Disl, która była na trzeciej pozycji po pierwszym strzelaniu popełniła dwa błędy na strzelnicy i spadła na 19. miejsce. Na drugim strzelaniu, w pozycji stojącej, 29 zawodniczek nie popełniło błędu. Łącznie 12 zawodniczkom nie doliczono jeszcze karnych minut (w obu strzelaniach).
Pierwsze dziesięć zawodniczek po drugim strzelaniu:
| Lp. | Zawodniczka           | Reprezentacja | Czas    | Strata  | Liczba pudeł |
| --- | --------------------- | ------------- | ------- | ------- | ------------ |
| 1.  | Kati Wilhelm          | Niemcy        | 19:16,1 |         | 0+0          |
| 2.  | Liv Grete Poirée      | Norwegia      | 19:32,0 | +15,9   | 0+0          |
| 3.  | Swietłana Iszmuratowa | Rosja         | 19:33,4 | +17,3   | 0+0          |
| 4.  | Andrea Henkel         | Niemcy        | 20:05,5 | +49,4   | 0+0          |
| 5.  | Ołena Zubryłowa       | Białoruś      | 20:15,7 | +59,6   | 0+0          |
| 6.  | Marcela Pavkovčeková  | Słowacja      | 20:38,1 | +1:22,0 | 0+0          |
| 7.  | Michela Ponza         | Włochy        | 20:41,7 | +1:25,6 | 0+0          |
| 8.  | Olga Pylowa           | Rosja         | 20:47,1 | +1:31,0 | 1+0          |
| 8.  | Albina Achatowa       | Rosja         | 20:47,4 | +1:31,3 | 1+0          |
| 9.  | Ekaterina Dafowska    | Bułgaria      | 20:50,0 | +1:33,9 | 0+1          |
| 10. | Krystyna Pałka        | Polska        | 20:52,4 | +1:36,3 | 0+0          |

### Trzecie okrążenie
Po trzecim strzelaniu na prowadzenie wyszła Liv Grete Poirée. Norweżka nadal strzelała bezbłędnie i o 41,4 sekundy wyprzedzała Andreę Henkel, która także do tej pory była bezbłędna. Liderka po drugim strzelaniu – Kati Wilhelm popełniła trzy błędy na strzelnicy i do jej czasu doliczone zostały trzy minuty. Na trzecim miejscu nadal znajdowała się Swietłana Iszmuratowa, do czasu której doliczono jedną minutę za pomyłkę na strzelnicy. Na tym strzelaniu (w pozycji leżącej) 37 zawodniczek strzelało bezbłędnie. Tylko 6 zawodniczek do tej pory nie oddało żadnego błędnego strzału. Najgorzej strzelała Sarah Konrad, do której czasu doliczono cztery minuty.
Pierwsze dziesięć zawodniczek po trzecim strzelaniu:
| Lp. | Zawodniczka           | Reprezentacja | Czas    | Strata  | Liczba pudeł |
| --- | --------------------- | ------------- | ------- | ------- | ------------ |
| 1.  | Liv Grete Poirée      | Norwegia      | 29:40,6 |         | 0+0+0        |
| 2.  | Andrea Henkel         | Niemcy        | 30:22,0 | +41,4   | 0+0+0        |
| 3.  | Swietłana Iszmuratowa | Rosja         | 30:31,1 | +50,5   | 0+0+1        |
| 4.  | Olga Pylowa           | Rosja         | 30:48,8 | +1:08,2 | 1+0+0        |
| 4.  | Albina Achatowa       | Rosja         | 30:54,6 | +1:14,0 | 1+0+0        |
| 5.  | Martina Glagow        | Niemcy        | 31:00,8 | +1:20,2 | 0+1+0        |
| 6.  | Ołena Zubryłowa       | Białoruś      | 31:02,9 | +1:22,3 | 0+0+0        |
| 7.  | Uschi Disl            | Niemcy        | 31:27,2 | +1:46,6 | 0+2+0        |
| 8.  | Sandrine Bailly       | Francja       | 31:42,3 | +2:01,7 | 1+1+0        |
| 9.  | Krystyna Pałka        | Polska        | 31:46,1 | +2:05,5 | 0+0+0        |
| 10. | Oksana Chwostenko     | Ukraina       | 31:54,5 | +2:13,9 | 0+0+0        |

### Czwarte okrążenie
Po czwartym strzelaniu na prowadzeniu znajdowała się Swietłana Iszmuratowa. Druga była Olga Pylowa, a trzecia Albina Achatowa – wszystkie reprezentujące Rosję. Liderka po trzecim strzelaniu – Liv Grete Poirée oddała trzy niecelne strzały i spadła na 9. pozycję. 18 zawodniczek oddało pięć bezbłędnych strzałów. Najgorzej strzelała Gunn Margit Andreassen, która popełniła pięć błędów. Po ostatnim strzelaniu tylko Krystyna Pałka miała bezbłędne konto.
Pierwsze dziesięć zawodniczek po czwartym strzelaniu:
| Lp. | Zawodniczka           | Reprezentacja | Czas    | Strata  | Liczba pudeł |
| --- | --------------------- | ------------- | ------- | ------- | ------------ |
| 1.  | Swietłana Iszmuratowa | Rosja         | 40:28,4 |         | 0+0+1+0      |
| 2.  | Olga Pylowa           | Rosja         | 41:06,2 | +37,8 s | 1+0+0+0      |
| 2.  | Albina Achatowa       | Rosja         | 41:54,6 | +1:26,2 | 1+0+0+1      |
| 3.  | Martina Glagow        | Niemcy        | 42:03,2 | +1:34,8 | 0+1+0+1      |
| 4.  | Krystyna Pałka        | Polska        | 42:25,9 | +1:57,5 | 0+0+0+0      |
| 5.  | Olga Nazarowa         | Białoruś      | 42:39,8 | +2:11,4 | 2+0+0+0      |
| 6.  | Andrea Henkel         | Niemcy        | 42:42,1 | +2:13,7 | 0+0+0+2      |
| 7.  | Sandrine Bailly       | Francja       | 42:48,4 | +2:20,0 | 1+1+0+1      |
| 8.  | Liv Grete Poirée      | Norwegia      | 42:59,9 | +2:31,5 | 0+0+0+3      |
| 9.  | Ołena Zubryłowa       | Białoruś      | 43:01,1 | +2:32,7 | 0+0+0+1      |
| 10. | Natalia Lewczenkowa   | Mołdawia      | 43:01,9 | +2:33,5 | 0+2+0+0      |

### Dodatkowe informacje
Podczas pierwszej wizyty na strzelnicy najszybciej strzelanie oddała Lanny Barnes (28 sekund), jednak popełniła przy tym jeden błąd. Z uwzględnieniem wbiegu na strzelnicę, samego strzelania, wybiegu oraz doliczonych ewentualnych minut karnych za niecelne strzały, najlepszy czas miała Ekaterina Dafowska, która na wykonanie tych czynności potrzebowała 58,9 sekundy. Drugie strzelanie najszybciej wykonała Nina Kadewa, której zajęło to 23 sekundy (oddała jeden niecelny strzał). Drugi pobyt na strzelnicy najkrócej zajął Oldze Nazarowej. Podczas trzeciego strzelania najszybsze były Florence Baverel-Robert (jedno pudło) oraz po raz kolejny Nina Kadewa (bezbłędnie). Na wykonanie strzelania potrzebowały 29 sekund. Cały pobyt na strzelnicy najkrócej zajął Ninie Kadewej (1 minutę i 1,4 sekundy). Ostatnie strzelanie najszybciej wykonała Lanny Barnes – 22 sekundy (jedno pudło). 4. pobyt na strzelnicy najszybciej wykonała Tora Berger, której zajęło to 55 sekund. Sumując czas wszystkich strzelań, najszybsza okazała się Nina Kadewa (5 pudeł). Najmniej czasu podczas pobytu na strzelnicy straciła Krystyna Pałka.
Najlepszą biegaczką zawodów okazała się Uschi Disl, która w biegu miała 2,9 sekundy przewagi nad drugą – Anną Carin Olofsson.
Pierwsze okrążenie
| Lp. | 1. strzelanie                         | 1. pobyt na strzelnicy    | Czas biegu                   |
| --- | ------------------------------------- | ------------------------- | ---------------------------- |
| 1.  | Lanny Barnes (28,0)                   | Ekaterina Dafowska (58,9) | Kati Wilhelm (8:36,2)        |
| 2.  | Ekaterina Dafowska Éva Tófalvi (29,0) | Éva Tófalvi (59,7)        | Anna Carin Olofsson (8:44,2) |
| 3.  |                                       | Liv Grete Poirée (1:00,2) | Liv Grete Poirée (8:44,4)    |

Drugie okrążenie
| Lp. | 2. strzelanie             | 2. pobyt na strzelnicy         | Czas biegu                   |
| --- | ------------------------- | ------------------------------ | ---------------------------- |
| 1.  | Nina Kadewa (23,0)        | Olga Nazarowa (56,0)           | Anna Carin Olofsson (8:32,7) |
| 2.  | Tora Berger (24,0)        | Michela Ponza (56,5)           | Kati Wilhelm (8:32,8)        |
| 3.  | Ekaterina Dafowska (25,0) | Florence Baverel-Robert (57,6) | Uschi Disl (8:35,6)          |

Trzecie okrążenie
| Lp. | 3. strzelanie                              | 3. pobyt na strzelnicy    | Czas biegu                   |
| --- | ------------------------------------------ | ------------------------- | ---------------------------- |
| 1.  | Florence Baverel-Robert Nina Kadewa (29,0) | Nina Kadewa (1:01,4)      | Kati Wilhelm (8:38,2)        |
| 2.  |                                            | Liv Grete Poirée (1:01,8) | Anna Carin Olofsson (8:39,3) |
| 3.  | Lanny Barnes (30,0)                        | Olga Nazarowa (1:01,9)    | Uschi Disl (8:40,3)          |

Czwarte okrążenie
| Lp. | 3. strzelanie       | 3. pobyt na strzelnicy         | Czas biegu                   |
| --- | ------------------- | ------------------------------ | ---------------------------- |
| 1.  | Lanny Barnes (22,0) | Tora Berger (55,0)             | Uschi Disl (8:36,3)          |
| 2.  | Nina Kadewa (23,0)  | Florence Baverel-Robert (56,3) | Anna Carin Olofsson (8:43,7) |
| 3.  | Tora Berger (24,0)  | Olga Nazarowa (58,1)           | Liu Xianying (8:53,3)        |

Piąte okrążenie
| Lp. | Czas biegu              |
| --- | ----------------------- |
| 1.  | Liu Xianying (8:21,8)   |
| 2.  | Martina Glagow (8:31,7) |
| 3.  | Uschi Disl (8:35,2)     |

Cały bieg
| Lp. | Strzelania            | Pobyt na strzelnicy        | Czas biegu                    |
| --- | --------------------- | -------------------------- | ----------------------------- |
| 1.  | Nina Kadewa (1:45,0)  | Krystyna Pałka (4:24,5)    | Uschi Disl (43:14,7)          |
| 2.  | Lanny Barnes (1:48,0) | Tracy Barnes (5:04,4)      | Anna Carin Olofsson (43:17,6) |
| 3.  | Tracy Barnes (1:54,0) | Oksana Chwostenko (5:12,8) | Kati Wilhelm (43:28,6)        |

## Wyniki końcowe
Opracowano na podstawie materiałów źródłowych:
| Pozycja | Bib | Zawodniczka             | Reprezentacja            | Strzelanie   | Czas      | Strata   |
| ------- | --- | ----------------------- | ------------------------ | ------------ | --------- | -------- |
| 01 !    | 15  | Swietłana Iszmuratowa   | Rosja                    | 1 (0+0+1+0)  | 49:24,1   | —        |
| 02 !    | 32  | Martina Glagow          | Niemcy                   | 2 (0+1+0+1)  | 50:34,9   | +1:10,8  |
| 03 !    | 26  | Albina Achatowa         | Rosja                    | 2 (1+0+0+1)  | 50:55,0   | +1:30,9  |
| 4.      | 10  | Andrea Henkel           | Niemcy                   | 2 (0+0+0+2)  | 51:46,3   | +2:22,2  |
| 5.      | 35  | Krystyna Pałka          | Polska                   | 0 (0+0+0+0)  | 51:50,7   | +2:26,6  |
| 6.      | 38  | Sandrine Bailly         | Francja                  | 3 (1+1+0+1)  | 51:58,2   | +2:34,1  |
| 7.      | 13  | Olga Nazarowa           | Białoruś                 | 2 (2+0+0+0)  | 51:59,6   | +2:35,5  |
| 8.      | 31  | Natalia Lewczenkowa     | Mołdawia                 | 2 (0+2+0+0)  | 52:11,7   | +2:47,6  |
| 9.      | 27  | Liv Grete Poirée        | Norwegia                 | 3 (0+0+0+3)  | 52:22,0   | +2:57,9  |
| 10.     | 5   | Madara Līduma           | Łotwa                    | 4 (1+1+1+1)  | 52:27,2   | +3:03,1  |
| 11.     | 47  | Ekaterina Dafowska      | Bułgaria                 | 3 (0+1+1+1)  | 52:45,1   | +3:21,0  |
| 12.     | 18  | Uschi Disl              | Niemcy                   | 5 (0+2+0+3)  | 52:49,7   | +3:25,6  |
| 13.     | 40  | Tora Berger             | Norwegia                 | 2 (1+1+0+0)  | 52:53,4   | +3:29,3  |
| 14.     | 9   | Ołena Zubryłowa         | Białoruś                 | 1 (0+0+0+1)  | 52:55,6   | +3:31,5  |
| 15.     | 42  | Anna Carin Olofsson     | Szwecja                  | 5 (1+3+0+1)  | 52:55,8   | +3:31,7  |
| 16.     | 6   | Kati Wilhelm            | Niemcy                   | 5 (0+0+3+2)  | 52:59,0   | +3:34,9  |
| 17.     | 12  | Michela Ponza           | Włochy                   | 2 (0+0+1+1)  | 53:01,4   | +3:37,3  |
| 18.     | 39  | Teja Gregorin           | Słowenia                 | 3 (0+2+0+1)  | 53:03,7   | +3:39,6  |
| 19.     | 24  | Éva Tófalvi             | Rumunia                  | 2 (0+1+0+1)  | 53:04,3   | +3:40,2  |
| 20.     | 34  | Oksana Chwostenko       | Ukraina                  | 1 (0+0+0+1)  | 53:22,5   | +3:58,4  |
| 21.     | 77  | Andreja Mali            | Słowenia                 | 1 (1+0+0+0)  | 53:46,0   | +4:21,9  |
| 22.     | 25  | Marcela Pavkovčeková    | Słowacja                 | 3 (0+0+1+2)  | 53:52,8   | +4:28,7  |
| 23.     | 3   | Liu Xianying            | Chińska Republika Ludowa | 5 (1+3+0+1)  | 53:55,6   | +4:31,5  |
| 24.     | 8   | Sylvie Becaert          | Francja                  | 2 (0+1+1+0)  | 53:59,0   | +4:34,9  |
| 25.     | 51  | Kong Yingchao           | Chińska Republika Ludowa | 3 (0+1+1+1)  | 54:03,5   | +4:39,4  |
| 26.     | 36  | Florence Baverel-Robert | Francja                  | 5 (4+0+1+0)  | 54:14,1   | +4:50,0  |
| 27.     | 46  | Zina Kocher             | Kanada                   | 3 (0+2+0+1)  | 54:18,8   | +4:54,7  |
| 28.     | 57  | Irina Nikułczina        | Bułgaria                 | 6 (1+2+2+1)  | 54:29,3   | +5:05,2  |
| 29.     | 37  | Ołena Petrowa           | Ukraina                  | 3 (0+2+0+1)  | 54:35,6   | +5:11,5  |
| 30.     | 63  | Dijana Grudiček         | Słowenia                 | 4 (0+1+1+2)  | 55:01,3   | +5:37,2  |
| 31.     | 60  | Yin Qiao                | Chińska Republika Ludowa | 4 (2+1+0+1)  | 55:06,2   | +5:42,1  |
| 32.     | 54  | Tamami Tanaka           | Japonia                  | 4 (2+0+1+1)  | 55:10,5   | +5:46,4  |
| 33.     | 7   | Magdalena Gwizdoń       | Polska                   | 4 (1+1+1+1)  | 55:17,5   | +5:53,4  |
| 34.     | 49  | Martina Halinárová      | Słowacja                 | 4 (2+1+0+1)  | 55:17,7   | +5:53,6  |
| 35.     | 28  | Anna Bogalij            | Rosja                    | 5 (0+2+1+2)  | 55:18,4   | +5:54,3  |
| 36.     | 58  | Lilija Jefremowa        | Ukraina                  | 5 (2+2+0+1)  | 55:28,0   | +6:03,9  |
| 37.     | 30  | Kanae Meguro            | Japonia                  | 5 (0+3+1+1)  | 55:28,4   | +6:04,3  |
| 38.     | 76  | Barbara Ertl            | Włochy                   | 2 (1+0+0+1)  | 55:30,0   | +6:05,9  |
| 39.     | 22  | Tadeja Brankovič        | Słowenia                 | 6 (0+2+1+3)  | 55:38,9   | +6:14,8  |
| 40.     | 69  | Delphyne Peretto        | Francja                  | 3 (1+1+1+0)  | 55:40,5   | +6:16,4  |
| 41.     | 53  | Rachel Steer            | Stany Zjednoczone        | 3 (1+1+1+0)  | 55:48,3   | +6:24,2  |
| 42.     | 29  | Sandra Keith            | Kanada                   | 2 (1+0+0+1)  | 55:56,3   | +6:32,2  |
| 43.     | 21  | Pawlina Filipowa        | Bułgaria                 | 5 (1+0+1+3)  | 56:07,7   | +6:43,6  |
| 44.     | 50  | Jekatierina Iwanowa     | Białoruś                 | 6 (3+0+2+1)  | 56:09,7   | +6:45,6  |
| 45.     | 48  | Kateřina Holubcová      | Czechy                   | 4 (0+0+3+1)  | 56:17,9   | +6:53,8  |
| 46.     | 80  | Wałentyna Semerenko     | Ukraina                  | 3 (0+1+1+1)  | 56:22,6   | +6:58,5  |
| 47.     | 67  | Soňa Mihoková           | Słowacja                 | 5 (1+0+3+1)  | 56:29,5   | +7:05,4  |
| 48.     | 61  | Anžela Brice            | Łotwa                    | 2 (0+0+0+2)  | 56:30,5   | +7:06,4  |
| 49.     | 19  | Anna Lebiediewa         | Kazachstan               | 4 (1+1+1+1)  | 56:46,5   | +7:22,4  |
| 50.     | 17  | Linda Tjørhom           | Norwegia                 | 6 (2+2+0+2)  | 56:47,8   | +7:23,7  |
| 51.     | 43  | Saskia Santer           | Włochy                   | 6 (1+2+1+2)  | 56:52,1   | +7:28,0  |
| 52.     | 62  | Nathalie Santer         | Włochy                   | 6 (0+2+1+3)  | 57:08,4   | +7:44,3  |
| 53.     | 20  | Zdeňka Vejnarová        | Czechy                   | 6 (4+1+1+0)  | 57:14,3   | +7:50,2  |
| 54.     | 78  | Nina Kadewa             | Bułgaria                 | 5 (2+1+0+2)  | 57:15,0   | +7:50,9  |
| 55.     | 66  | Ikuyo Tsukidate         | Japonia                  | 4 (1+2+0+1)  | 57:20,4   | +7:56,3  |
| 56.     | 79  | Katarzyna Ponikwia      | Polska                   | 4 (2+1+1+0)  | 57:32,7   | +8:08,6  |
| 57.     | 2   | Tracy Barnes            | Stany Zjednoczone        | 1 (1+0+0+0)  | 57:58,0   | +8:33,9  |
| 58.     | 23  | Hou Yuxia               | Chińska Republika Ludowa | 9 (1+2+2+4)  | 58:35,7   | +9:11,6  |
| 59.     | 75  | Jana Gereková           | Słowacja                 | 5 (1+2+1+1)  | 58:37,2   | +9:13,1  |
| 60.     | 11  | Gunn Margit Andreassen  | Norwegia                 | 6 (0+0+1+5)  | 59:04,3   | +9:40,2  |
| 61.     | 65  | Magda Rezlerová         | Czechy                   | 6 (1+2+3+0)  | 59:18,0   | +9:53,9  |
| 62.     | 64  | Sarah Konrad            | Stany Zjednoczone        | 10 (2+2+4+2) | 59:33,1   | +10:09,0 |
| 63.     | 41  | Linda Savļaka           | Łotwa                    | 3 (3+0+0+0)  | 59:44,3   | +10:20,2 |
| 64.     | 73  | Lanny Barnes            | Stany Zjednoczone        | 4 (1+2+0+1)  | 59:46,2   | +10:22,1 |
| 65.     | 56  | Martine Albert          | Kanada                   | 5 (2+0+0+3)  | 59:52,1   | +10:28,0 |
| 66.     | 1   | Diana Rasimovičiūtė     | Litwa                    | 8 (3+2+1+2)  | 1:00:04,4 | +10:40,3 |
| 67.     | 71  | Irena Česneková         | Czechy                   | 7 (3+0+2+2)  | 1:00:08,0 | +10:43,9 |
| 68.     | 70  | Alexandra Rusu          | Rumunia                  | 5 (1+3+0+1)  | 1:00:13,7 | +10:49,6 |
| 69.     | 82  | Tomomi Otaka            | Japonia                  | 6 (1+2+2+1)  | 1:00:22,2 | +10:58,1 |
| 70.     | 72  | Gerda Krūmiņa           | Łotwa                    | 4 (0+1+1+2)  | 1:00:26,1 | +11:02,0 |
| 71.     | 68  | Magdalena Grzywa        | Polska                   | 7 (2+0+3+2)  | 1:00:41,3 | +11:17,2 |
| 72.     | 45  | Dana Plotogea           | Rumunia                  | 7 (2+1+2+2)  | 1:00:45,5 | +11:21,4 |
| 73.     | 14  | Eveli Saue              | Estonia                  | 5 (3+1+0+1)  | 1:00:53,6 | +11:29,5 |
| 74.     | 4   | Aleksandra Vasiljević   | Bośnia i Hercegowina     | 1 (1+0+0+0)  | 1:01:11,8 | +11:47,7 |
| 75.     | 81  | Mihaela Purdea          | Rumunia                  | 7 (3+2+2+0)  | 1:02:11,5 | +12:47,4 |
| 76.     | 59  | Ksienija Zikunkowa      | Białoruś                 | 8 (1+2+2+3)  | 1:02:17,5 | +12:53,4 |
| 77.     | 74  | Marie Pierre Parent     | Kanada                   | 4 (0+3+0+1)  | 1:02:57,1 | +13:33,0 |
| 78.     | 52  | Emma Fowler             | Wielka Brytania          | 7 (0+3+1+3)  | 1:03:38,9 | +14:14,8 |
| 79.     | 16  | Petra Starčević         | Chorwacja                | 8 (4+1+1+2)  | 1:06:49,6 | +17:25,5 |
| 80.     | 33  | Zsófia Gottschall       | Węgry                    | 8 (1+3+1+3)  | 1:08:17,3 | +18:53,2 |
| 81.     | 55  | Verónica Isbej          | Chile                    | 7 (2+2+1+2)  | 1:14:55,3 | +25:31,2 |
| DSQ     | 44  | Olga Pylowa             | Rosja                    | 1 (1+0+0+0)  | DSQ       | DSQ      |

## Po zawodach
Opracowano na podstawie materiałów źródłowych:
Pierwsze dziesięć zawodniczek klasyfikacji generalnej Pucharu Świata po zawodach:
| Pozycja | Zawodniczka           | Reprezentacja | Punkty | Strata |
| ------- | --------------------- | ------------- | ------ | ------ |
| 1.      | Kati Wilhelm          | Niemcy        | 559    | –      |
| 2.      | Uschi Disl            | Niemcy        | 445    | +114   |
| 3.      | Sandrine Bailly       | Francja       | 407    | +152   |
| 4.      | Martina Glagow        | Niemcy        | 404    | +155   |
| 5.      | Anna Carin Olofsson   | Szwecja       | 390    | +169   |
| 6.      | Swietłana Iszmuratowa | Rosja         | 378    | +181   |
| 7.      | Olga Zajcewa          | Rosja         | 353    | +206   |
| 8.      | Andrea Henkel         | Niemcy        | 345    | +214   |
| 9.      | Katrin Apel           | Niemcy        | 316    | +243   |
| 10.     | Liv Grete Poirée      | Norwegia      | 306    | +253   |

Pierwsze dziesięć zawodniczek klasyfikacji biegu indywidualnego Pucharu Świata po zawodach:
| Pozycja | Zawodniczka           | Reprezentacja | Punkty | Strata |
| ------- | --------------------- | ------------- | ------ | ------ |
| 1.      | Swietłana Iszmuratowa | Rosja         | 100    | –      |
| 2.      | Albina Achatowa       | Rosja         | 99     | +1     |
| 3.      | Anna Carin Olofsson   | Szwecja       | 96     | +4     |
| 4.      | Martina Glagow        | Niemcy        | 80     | +20    |
| 5.      | Sandrine Bailly       | Francja       | 74     | +26    |
| 6.      | Olga Nazarowa         | Białoruś      | 70     | +30    |
| 7.      | Kati Wilhelm          | Niemcy        | 67     | +33    |
| 8.      | Olga Zajcewa          | Rosja         | 66     | +34    |
| 9.      | Ołena Zubryłowa       | Białoruś      | 57     | +43    |
| 10.     | Olga Pylowa           | Rosja         | 54     | +46    |